# Comuna Iasenoveț, Rojneativ
Iasenoveț (în ucraineană Ясеновець) este o comună în raionul Rojneativ, regiunea Ivano-Frankivsk, Ucraina, formată din satele Iasenoveț (reședința) și Ivanivka.

## Demografie
Componența lingvistică a comunei Iasenoveț
     Ucraineană (99,55%)
     Alte limbi (0,45%)
Conform recensământului din 2001, majoritatea populației comunei Iasenoveț era vorbitoare de ucraineană (99,55%), existând în minoritate și vorbitori de alte limbi.